# Harvey Pekar
Harvey Pekar (Cleveland, 8 de Outubro de 1939 — 12 de Julho de 2010) foi um escritor de quadrinhos underground e crítico musical.

## American Splendor
Pekar descreveu American Splendor como uma "autobiografia escrita enquanto está acontecendo. O tema é sobre estar vivo. Arranjar um emprego, encontrar uma companheira, ter um lugar para viver, encontrar uma saída criativa. A vida é uma guerra de atrito. Você tem que estar ativo em todos os frontes. É uma coisa após a outra. Eu tentei controlar um universo caótico. E é uma batalha perdida. Mas não posso deixar acontecer. Eu já tentei, mas não consigo".

## Bibliografia

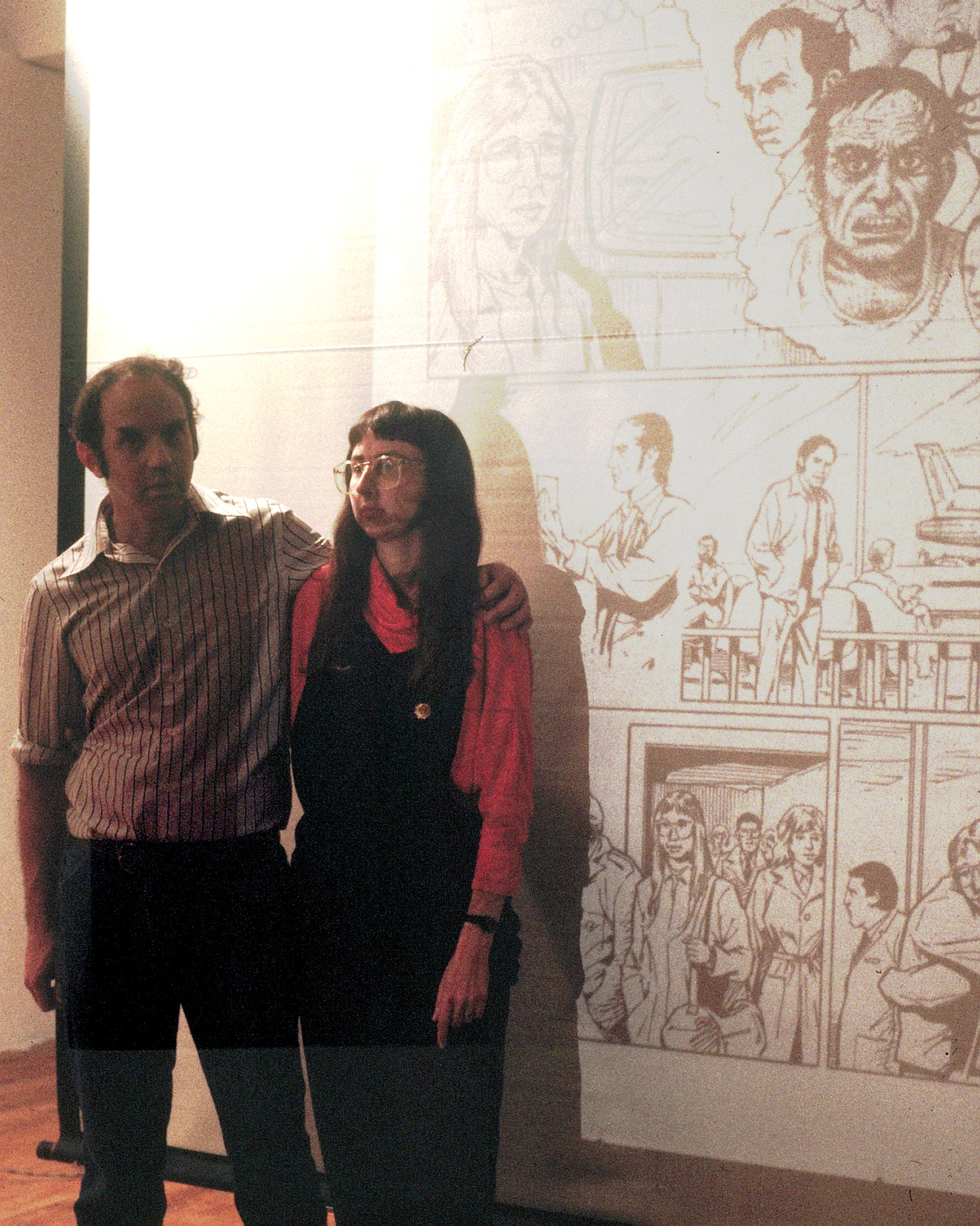
Harvey Pekar (45 anos) e Joyce Brabner (33 anos) em Hallwalls, Buffalo, Nova York (4 de outubro de 1985).

### Quadrinhos
- American Splendor: The Life and Times of Harvey Pekar (Doubleday, 1986)
- More American Splendor (Doubleday, 1987) ISBN 0-385-24073-2
- The New American Splendor Anthology (Four Walls Eight Windows, 1991) ISBN 0-941423-64-6
- Our Cancer Year, com Joyce Brabner e Frank Stack (Four Walls Eight Windows, 1994) ISBN 1-56858-011-8
- American Splendor Presents: Bob & Harv's Comics, com R. Crumb (Four Walls Eight Windows, 1996) ISBN 1-56858-101-7
- American Splendor: Unsung Hero, com David Collier (Dark Horse Comics, 2003) ISBN 1-59307-040-3
- American Splendor: Our Movie Year (Ballantine Books, 2004) ISBN 0-345-47937-8
- Best of American Splendor (Ballantine Books, 2005) ISBN 0-345-47938-6 Seleções, Dark Horse period.
- The Quitter, com Dean Haspiel (DC/Vertigo, 2005) ISBN 1-4012-0399-X
- Ego & Hubris: The Michael Malice Story, com Gary Dumm (Ballantine Books, 2006) ISBN 0-345-47939-4
- Macedonia, com Heather Roberson e Ed Piskor (Ballantine Books, 2006) ISBN 0-345-49899-2
- American Splendor: Another Day (DC/Vertigo, 2007) ISBN 978-1-4012-1235-3
- Students for a Democratic Society: A Graphic History, editado por Paul Buhle, com arte (principalmente) por Gary Dumm (Hill & Wang, 2008) ISBN 978-0-8090-9539-1
- American Splendor: Another Dollar (DC/Vertigo, 2009) ISBN 978-1-4012-2173-7
- The Beats: A Graphic History, mostly by Pekar com contribuições de outros escritores (incluindo Joyce Brabner). Arte principalmente por Ed Piskor, com arte adicional de Jay Kinney, Nick Thorkelson, Summer McClinton, Peter Kuper, Mary Fleener, Gary Dumm, Lance Tooks, Jeffrey Lewis, e outros. Editado por Paul Buhle (Hill & Wang, 2009) ISBN 978-0-285-63858-7
- Studs Terkel's Working: A Graphic Adaptation, Editado por Paul Buhle. Com arte de Sharon Rudahl, Terry LaBan, Gary Dumm, Peter Gullerud, Pablo G. Callejo, et al. (The New Press, 2009) ISBN 978-1-59558-321-5

#### Publicado postumamente
- Yiddishkeit: Jewish Vernacular and the New Land, co-editado por Paul Buhle. Com arte de Barry Deutsch, Peter Kuper, Spain Rodriguez, Sharon Rudahl, et al. (Harry N. Abrams, 2011) ISBN 978-0-8109-9749-3
- Huntington, West Virginia: "On the Fly", com Summer McClinton (Villard, 2011) ISBN 978-0-345-49941-7
- Not the Israel My Parents Promised Me, com JT Waldman. Epílogo por Joyce Brabner. (Hill & Wang, 2012) ISBN 978-0-8090-9482-0
- Harvey Pekar's Cleveland, ilustrado por Joseph Remnant. Introdução de Alan Moore. Editado por Jeff Newelt (ZIP Comics e Top Shelf Productions, 2012) ISBN 978-1-60309-091-9

### Prosa
- Circus Parade por Jim Tully. Prefácio por Harvey Pekar. Introdução de Paul J. Bauer e Mark Dawidziak. (Kent State Univ. Press, 2009) 978-1-60635-001-0